# Philippe Christory
Philippe Christory Comm. l'Emm (sinh 1958), tên đầy đủ là  Philippe Maurice Marie Joseph Christory là một giám mục người Pháp của Giáo hội Công giáo Rôma. Ông hiện đảm trách vai trò Giám mục chính tòa Giáo phận Chartres, thuộc tỉnh Eure et Loir, phía Bắc nước Pháp.

## Thân thế
Giám mục Philippe Christory sinh ngày 28 tháng 2 năm 1958 tại Tourcoing, thuộc Tổng giáo phận Lille. Thân phụ ông là ông Gilbert Christory và thân mẫu ông là bà Thérèse Christory. Gia đình Christory nổi tiếng trong vùng với công ty dệt may Chrsitory, vốn đã được thành lập từ năm 1849. Gia đình cũng tạo nhiều điều kiện hướng Philipe nối nghiệp gia đình, nhưng ông đã quyết định đi theo sở thích về hàng hải của mình. Philippe Christory chơi giỏi bóng chuyền, có sở thích phiêu lưu và chiều cao 1,98 mét.

## Niên thiếu
Sau khi tốt nghiệp phổ thông tại trường Công giáo Sacré-Coeur (Thánh Tâm), chàng trai trẻ Christory đã quyết định theo học ngành hàng hải tại trường kỹ sư ICAM, tọa lạc tại thành phố Lille và tốt nghiệp tại đây với vị trí thủ khoa. Christory thực hiện nghĩa vụ quân sự trong vai trò là một sĩ quan kỹ sư trong Hải quân Pháp.
Với lợi thế là kết quả học tập xuất sắc và thông thạo nhiều ngoại ngữ, ông được một công ty tuyển vào làm việc và đã làm tại công ty này trong thời gian ngắn là hai năm nhưng cũng đủ để chàng trai trẻ đặt chân đến 70 quốc gia. Sau đó, ông quyết định chuyển đổi nơi làm việc và từng tham gia dự án xây dựng kênh đào Jonglei tại Nam Sudan. Về lại Pháp, Christory làm việc cho một công ty Mỹ chuyên sản xuất linh kiện điện tử cho các tập đoàn vũ khí.

## Tu tập
Christory đã quyết định bỏ tham dự các nghi thức Công giáo như đi nhà thờ từ năm 16 tuổi, sau đó qua một dịp tiếp xúc với một thành viên của cộng đoàn Emmanuel và tham dự các buổi cầu nguyện cùng cộng đoàn này, anh đã trở lại Công giáo. Trong thời gian này, ông cũng từng có dịp lái xe chở Thánh Têrêsa Calcutta trong một dịp Thánh nhân đến Paris.
Sau khi trở lại với nhiệt huyết, ông quyết định nhập học tại Đại chủng viện Pháp tại Rôma. Ngoài ra, ông còn học tại Đại học Giáo hoàng Gregorian và Viện Giáo hoàng Marianum.

## Linh mục
Sau quá trình tu học dài hạn theo quy định của giáo luật, ngày 27 tháng 6 năm 1992, Phó tế Christory được truyền chức linh mục, trở thành thành viên linh mục đoàn Tổng giáo phận Paris. Sau khi được truyền chức, vị linh mục trẻ tuổi được bổ nhiệm làm linh mục phó giáo xứ Ba Ngôi tại Paris, từ năm 1993. Năm 1998, ông được thuyên chuyển làm làm linh mục chánh xứ giáo xứ Thánh Nicolas des Champs, và đã giữ chức vụ này đến năm 2004.
Linh mục Philippe Christory được gửi đến thi hành các công việc mục vụ trợ giúp giáo phận Fréjus-Toulon trong giai đoạn từ năm 2004 đến năm 2007. Sau đó, ông trở về Tổng giáo phận Paris và được chọn làm linh mục chánh xứ lần lượt tại giáo xứ Thánh Laurent (2007-2014) rồi tiếp đến là giáo xứ Ba Ngôi (2014-2018). Ngoài các nhiệm vụ giáo xứ, từ năm 2001 đến năm 2003, ông còn kiêm nhiệm vai trò linh mục Tổng linh hướng của Đại Chủng viện Paris.

## Giám mục

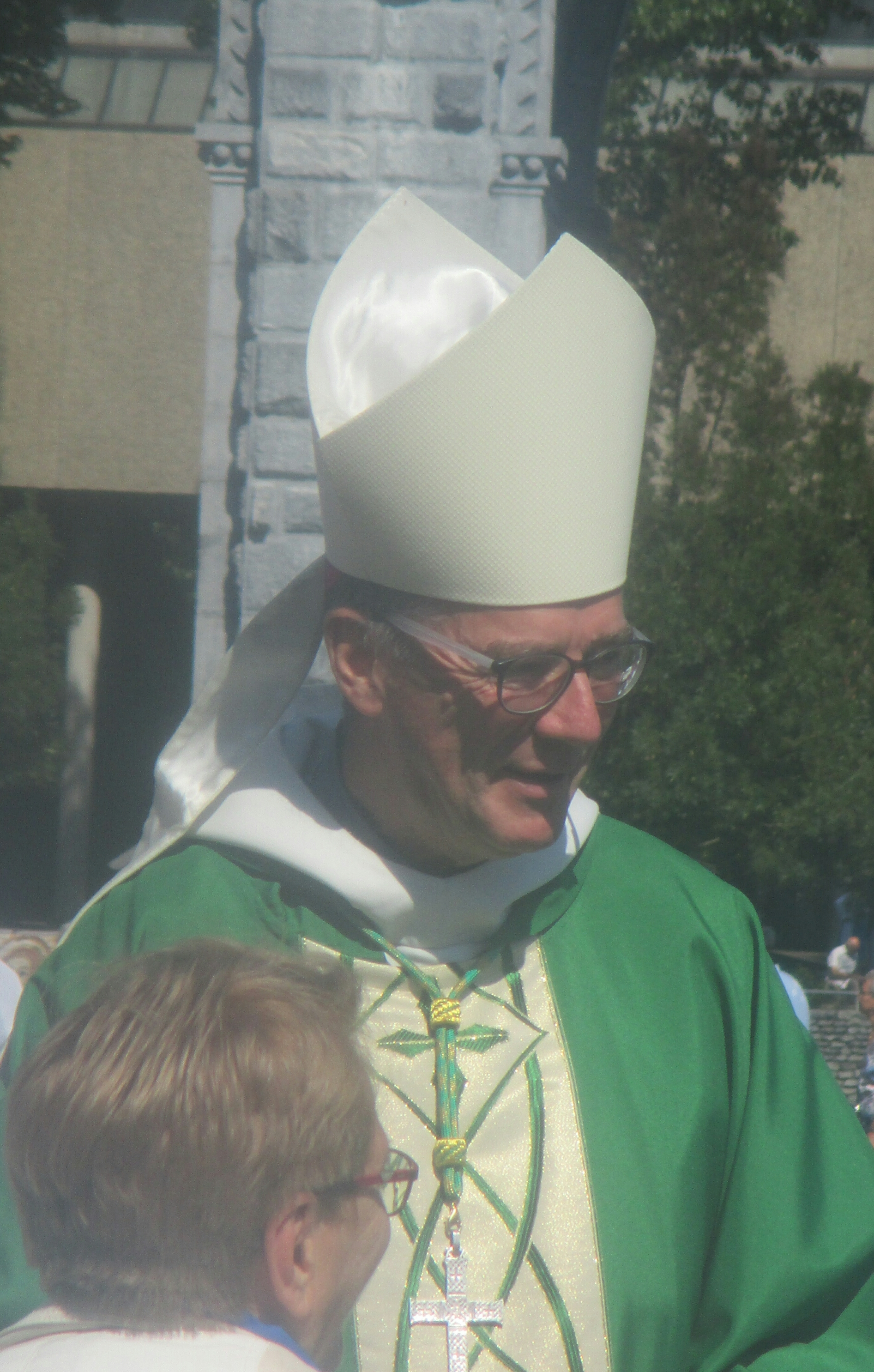
Philippe Christory

Sau 25 năm thực thi các công tác mục vụ trên cương vị và thẩm quyền linh mục, ngày 2 tháng 2 năm 2018, Tòa Thánh loan báo Giáo hoàng đã quyết định tuyển chọn linh mục Philippe Christory, 60 tuổi, gia nhập giám mục đoàn công giáo hoàn vũ, với vai trò được bổ nhiệm là Giám mục chính tòa Giáo phận Chartres.
Nhận được tin bổ nhiệm, tân giám mục quyết định thực hiện chuyến đi bộ 100 km trong năm ngày, từ ngày 8 đến ngày 12 tháng 4 năm 2018, với điểm xuất phát từ giáo xứ nơi ông làm chính xứ, Ba Ngôi, Tổng giáo phận Paris đến nhà thờ Chartres. Đồng hành cùng vị giám mục tân cử có các giáo dân giáo xứ ông từng quản nhiệm cũng như giáo dân từ giáo phận mới. Lễ tấn phong cho tân giám mục được tổ chức sau đó vào ngày 15 tháng 4 sau đó, với nghi thức tấn phong được cử hành cách trọng thể bởi 3 giáo sĩ cấp cao, chủ phong là Tổng giám mục Bernard-Nicolas Jean-Marie Aubertin, O. Cist., Tổng giám mục đô thành Tổng giáo phận Tours; hai vụ còn lại, với vai trò phụ phong, bao gồm giám mục Michel Armand Alexis Jean Pansard, giám mục chính tòa Giáo phận Evry-Corbeil-Essonnes và giám mục Jacques Raymond Germain Benoit-Gonnin, Comm. l'Emm., giám mục chính tòa Giáo phận Beauvais (-Noyon-Senlis). Tân giám mục chọn cho mình khẩu hiệu: Je suis venu pour qu’ils aient la vie en abondance, nghĩa là: Tôi đến để chiên được sống và sống dồi dào (Ga 10,10).